# Binky Griptite

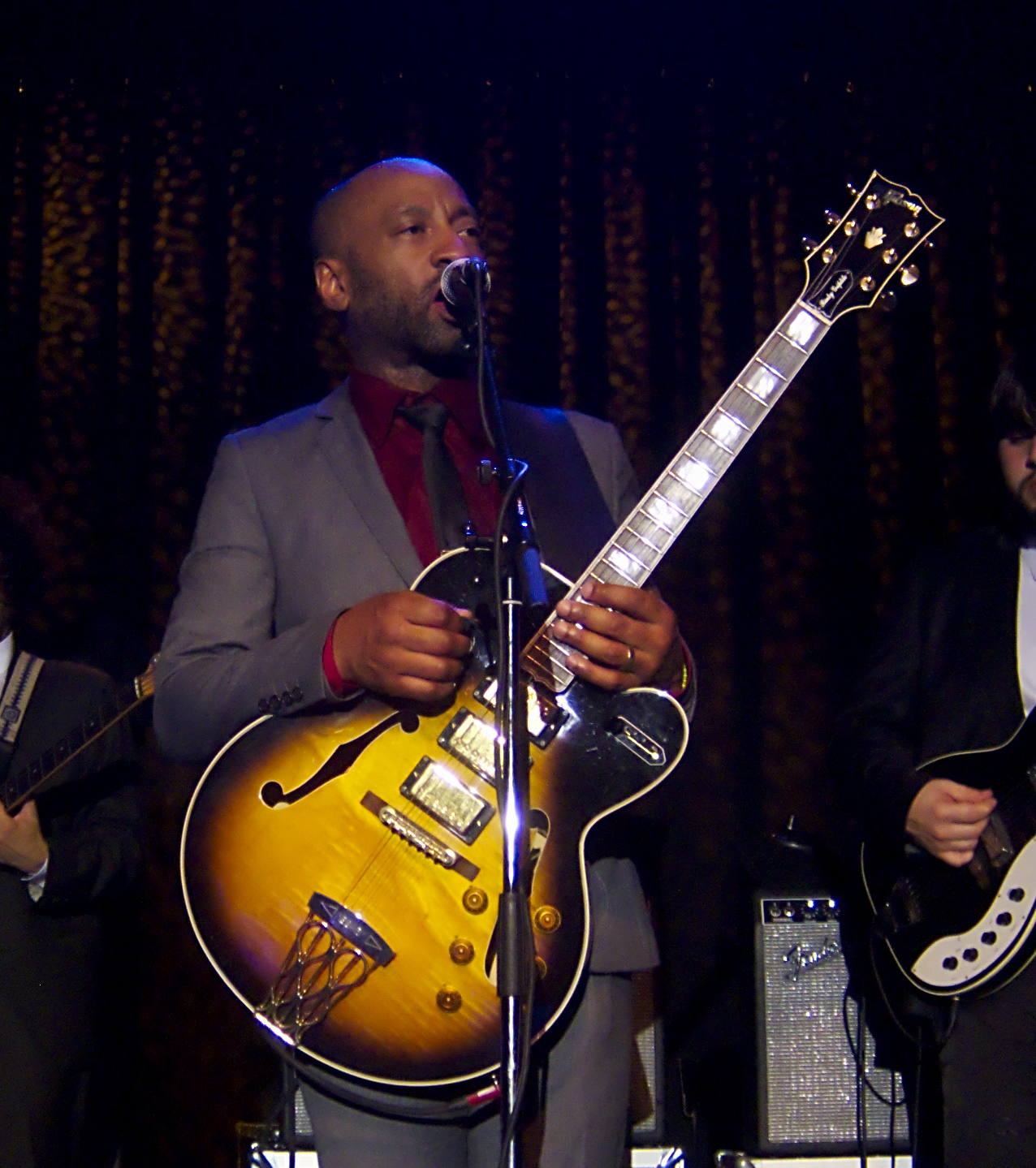
Binky Griptite bij een concert met de Dap-Kings in 2012

Franklin D. Stribling (25 juni 1966, Milwaukee), beter bekend als Binky Griptite, is een Amerikaans muzikant, songschrijver en producer. Hij is de voormalige gitarist van Sharon Jones & The Dap-Kings.

## Biografie

### Jonge jaren
Stribling is de jongste van zeven kinderen en begon op veertienjarige leeftijd met gitaarspelen; zijn voornaamste inspiratiebronnen zijn Led Zeppelin, Funkadelic, Bobby Bland en Steve Cropper. Via Minneapolis, waar hij meespeelde op het album janet van leeftijdgenote Janet Jackson, verhuisde hij in 1996 naar New York. De gitarist sloot zich aan bij The Soul Providers en ging op tournee met zanger Lee Fields; hier nam hij voor het eerst de rol van ceremoniemeester op zich. The Soul Providers maakten in 2000 een doorstart als The Dap-Kings, de huisband van het Daptone-label; ze zouden zestien jaar samenwerken met zangeres Sharon Jones (1956-2016) die de belangrijkste exponent van het label werd.

### Oorsprong artiestennaam
Naast de Dap-Kings maakte Stribling geruime tijd deel uit van de afrobeatband Antibalas; na verschillende artiestennamen te hebben gebruikt zoals Amadou Diallo (ontleend aan een Guinese taxichauffeur die door Amerikaanse politieagenten werd doodgeschoten) vond hij zijn definitieve toen een bevriende portier hem vertelde opgelicht te zijn door een Brits bedrijf dat aan de haal was gegaan met diens ontwerp voor een fopspeen-annex-rammelaar. De gitarist stond op het punt om voor het eerst door Engeland te toeren en beloofde er achteraan te zullen gaan en zo een rechtszaak in gang te zetten. De naam van dat bedrijf was Binky Grip Tight.

### Samenwerking met andere artiesten
De gitarist is vele samenwerkingsverbanden aangegaan; met en zonder de andere Dap-Kings; veelal onder het pseudoniem The Dee-Kays. Zo begeleidde hij (soul)zangers/zangeressen als Amy Winehouse, Lily Allen, The Impressions en Valerie June. Verder heeft hij een cd geproduceerd voor de Spaanse band The Pepper Pots en verzorgde hij aldaar enkele gastoptredens met soulband Shirley Davis & the Silverbacks. In 2020 verleende Binky Griptite zijn medewerking aan een album van zangeres Nicole Atkins.

### Solocarrière
Binky Griptite was bij de Dap-Kings ook als zanger te horen in een cover van Funky Broadway welke werd gespeeld als opwarmnummer in afwachting van Sharon Jones' opkomst. Met zijn eigen band Mellomatics nam hij tussen 2007 en 2009 enkele singles op, plus twee B-kantjes voor kerstreleases van de Dap-Kings; dit waren feitelijk splitsingles. Plannen voor een soloalbum werden op de lange baan geschoven vanwege het toenemende succes van de Dap-Kings.
Na het overlijden van Sharon Jones bleven de Dap-Kings doorgaan met (incidentele) optredens en sessiewerk binnen en buiten Daptone; Binky Griptite verliet de band in september 2018 om zich definitief op zijn solocarrière te richten. Met zijn Binky Griptite Orchestra blies hij de rhythm-and-blues uit de jaren 40 nieuw leven in; daarnaast organiseerde hij wekelijks jamsessies en presenteerde hij tot 2021 op zaterdagvond het radioprogramma The Boogie Down met uitsluitend vinylplaten. In 2022 vertolkte Binky Griptite zonder gitaarbegeleiding een nummer van Leonard Cohen tijdens een tribute-concert. In 2023 kondigde hij het debuutalbum van de Binky Griptite Orchestra aan.

## Links
- Discografie

- Bibsys: 7049433
- Library of Congress Control Number: no2010038964
- MusicBrainz: d5141a70-6260-434e-923a-9e2aad6efd42
- Virtual International Authority File: 190149106000268490175
- WorldCat: E39PBJdrPgQFJq9x8VQkqpWFKd